# Eleição municipal de Parauapebas em 1996
A eleição municipal de Parauapebas em 1996 ocorreu em 3 de outubro de 1996. O prefeito era Francisco Alves de Souza, do PL, que terminaria seu mandato em 1 de janeiro de 1997. Bel Mesquita, do PSDB, foi eleita prefeita de Parauapebas.

## Candidatos
|  | Nº | Candidato(a) a prefeito | Candidato(a) a prefeito                                              | Candidato(a) a vice-prefeito | Candidato(a) a vice-prefeito               | Coligação                                                          |
|  | -- | ----------------------- | -------------------------------------------------------------------- | ---------------------------- | ------------------------------------------ | ------------------------------------------------------------------ |
|  | 12 |                         | Dário Furtado Veloso (PDT) Dário Furtado Veloso                      |                              | n/d                                        | Sem coligação - Partido Democrático Trabalhista (PDT)              |
|  | 15 |                         | Asdrubal Bentes (PMDB) Rosimeire Luiz Gonzaga Vaz                    |                              | n/d                                        | Sem coligação - Partido do Movimento Democrático Brasileiro (PMDB) |
|  | 22 |                         | Egno Geraldo Nei Alves da Silva (PL) Egno Geraldo Nei Alves da Silva |                              | n/d                                        | Sem coligação - Partido Liberal (PL)                               |
|  | 23 |                         | Bento Torres Pinto (PPS) Bento Torres Pinto                          |                              | n/d                                        | Sem coligação - Partido Popular Socialista (PPS)                   |
|  | 25 |                         | Rosimeire Vaz (PFL) Rosimeire Luiz Gonzaga Vaz                       |                              | n/d                                        | Sem coligação - Partido da Frente Liberal (PFL)                    |
|  | 45 |                         | Bel Mesquita (PSDB) Ana Isabel Mesquita de Oliveira Salmen Hussain   |                              | Milton Martins (PSDB) Milton Alves Martins | Sem coligação - Partido da Social Democracia Brasileira (PSDB)     |

## Resultado da eleição para prefeito
| 1º Turno 3 de outubro de 1996        | 1º Turno 3 de outubro de 1996 | 1º Turno 3 de outubro de 1996 | 1º Turno 3 de outubro de 1996 |
| Candidato(a)                         | Vice                          | Votação                       | Votação                       |
| Candidato(a)                         | Vice                          | Total                         | Porcentagem                   |
| ------------------------------------ | ----------------------------- | ----------------------------- | ----------------------------- |
| Bel Mesquita (PSDB)                  | Milton Martins (PSDB)         | 8.749                         | 38,65%                        |
| Rosimeire Vaz (PFL)                  | n/d                           | 4.395                         | 19,41%                        |
| Asdrubal Bentes (PMDB)               | n/d                           | 3.513                         | 15,52%                        |
| Dário Furtado Veloso (PDT)           | n/d                           | 2.688                         | 11,87%                        |
| Egno Geraldo Nei Alves da Silva (PL) | n/d                           | 1.798                         | 7,94%                         |
| Bento Torres Pinto (PPS)             | n/d                           | 1.496                         | 6,61%                         |
| Total de votos válidos               | Total de votos válidos        | 22.639                        | 100,00%                       |
| Votos apurados                       |                               |                               |                               |
| Votos válidos                        | Votos válidos                 | 22.639                        | 94,97%                        |
| Votos em branco                      | Votos em branco               | 357                           | 1,50%                         |
| Votos nulos                          | Votos nulos                   | 842                           | 3,53%                         |
| Total de votos apurados              | Total de votos apurados       | 23.838                        | 100,00%                       |
| Eleitores                            |                               |                               |                               |
| Comparecimento                       | Comparecimento                | 23.838                        | 67,57%                        |
| Abstenções                           | Abstenções                    | 11.439                        | 32,43%                        |
| Total de eleitores                   | Total de eleitores            | 35.277                        | 100,00%                       |